# Anomalepis aspinosus
Anomalepis aspinosus är en kräldjursart som beskrevs av den amerikanske herpetologen Edward Harrison Taylor 1939. Anomalepis aspinosus är en orm som ingår i släktet Anomalepis, och familjen Anomalepididae. Inga underarter finns listade i Catalogue of Life.

## Utbredning
A. aspinosus är en art som förekommer endemiskt i Peru.